# Гальчак Сергій Дмитрович
Сергі́й Дми́трович Гальча́к (нар. 9 лютого 1949, Сосни, Літинський район, Вінницька область) — український історик, краєзнавець, архівіст, журналіст, літератор. Доктор історичних наук, завідувач кафедри журналістики Вінницького державного педагогічного університету ім. М.Коцюбинського, Заслужений працівник культури України (2001),  Почесний краєзнавець України (2013).

Член правління Національної спілки краєзнавців України та Спілки архівістів України, голова Вінницької обласної організації НСКУ.
Член Національної спілки журналістів України, перший заступник голови спілки Вінницької обласної організації НСЖУ.

Керівник Вінницької філії і почесний член Центру дослідження історії Поділля Інституту історії НАН України при Кам'янець-Подільському національному університеті імені І. Огієнка.

## Біографія
Закінчив факультет журналістики Київського державного університету ім. Т. Г. Шевченка (1973); Вищу партійну школу при ЦК КПУ (1979).
В 2003 році у Харківському національному університеті імені В. Н. Каразіна захистив дисертацію на здобуття наукового ступеня кандидата історичних наук. У 2012 році — доктора історичних наук в Інституті історії НАН України.
Понад 20 років працював у редакціях обласних і районних газет Вінниччини — завідувач відділу у Літинській районній газеті «Радянське життя», обласній молодіжній «Комсомольське плем'я», заступником редактора обласної газети «Земля Подільська», редактор Погребищенської райгазети «Колос», обласної культурно-мистецької газети «Камертон-ікс», а також на комсомольській і партійній роботі в апараті секретаріату Вінницької області Ради народних депутатів.
У 1996—2009 рр. — директор Державного архіву Вінницької області. Водночас з 2004 р. — старший викладач кафедри історії слов'янських народів, згодом кафедри української літератури і журналістики Вінницького державного педагогічного університету ім. М.Коцюбинського. Кафедру журналістики цього вишу очолив у 2012 р. У 1998—2002 рр. за сумісництвом працював на кафедрі українознавства Вінницького національного технічного університету.

## Наукова діяльність
Досліджує різні аспекти історичного минулого українського Поділля. Автор десятків книг і монографій, понад сотні наукових праць.
Член редколегій видань «Книга пам'яті України. Вінницька область», «Книга скорботи України Вінницька область», «Переможці. Книга Пам'яті України. Вінницька область», «Національна книга пам'яті жертв Голодомору 1932—1933 років в Україні. Вінницька область», «Вінницький мартиролог», «Звід пам'яток історії та культури по Вінницькій області», «Реабілітовані історією. Вінницька область».
Делегат III, IV, V з'їздів НСКУ, учасник різноманітних наукових та історико-краєзнавчих конференцій.

## Основні праці
- В боях за Вінниччину. — Вінниця, 1994. — 96с.
- Ступені мужності: Розповіді про вінничан — повних кавалерів ордена Слави. — Вінниця, 1995. — 152 с. / 2-е вид., доповн., перероб. — Вінниця: ПП Балюк І. Б., 2012 с. — 224 с.
- Земля над Россю: Краєзнавчі нариси. — Вінниця, 1995. — 125 с.
- Археологічні культури Поділля. — Вінниця, 1998. — 63 с.
- Поділля в найдавніші часи: Геолого-кліматичне минуле. — Вінниця: Логос, 1999. — 38 с.
- «Білі плями» скорботи: Причини голодомору 1932—1933 та голоду 1946—1947 років на Поділлі. — Вінниця: Логос, 1999. — 50 с.
- "Східні робітники"Поділля у Третьому Рейху. — Вінниця: Книга-Вега, 2004. — 344 с.
- Визволення Вінниччини від нацистських загарбників. — Вінниця: Книга-Вега, 2004. — 200 с. / 2-е вид.: доповн., переробл. — Вінниця: Книга-Вега, 2005. — 416 с.
- Краєзнавці Вінниччини: Біографії. Бібліографія. — Вінниця: Книга-Вега,2005. — 144 с.
- Поділля: природа, людина — еволюція, історичний розвиток (кліматичний фактор в історичному антропосоціогенезі). — Кам'янець-Подільський: ПП Мошак М. І., 2006. — 384 с.
- Украинские остарбайтеры Подольского региона (Вторая мировая война, послевоенный период). — Винница: Меркьюри-Подолье, 2009. — 544 с.
- На узбіччі суспільства: Доля українських остарбайтерів (Поділля, 1942—2007 рр.). — Вінниця: Меркьюрі-Поділля, 2009. — 768 с.
- Герої Поділля: Герої Радянського Союзу — уродженці Вінницької, Тернопільської та Хмельницької областей. — Київ: Видавничий дім «АДЕФ-Україна», 2010. — 232 с.
- Українське Куликове поле: на берегах Синюхи чи Сниводи? До 650-річчя історичної битви на річці Сині Води: Збірник документів, статей, уривків та наукових праць / Упоряд. С. Д. Гальчак. — Вінниця: Меркьюрі-Поділля, 2010. — 152 с.
- Жизнь в оккупации. Винницкая область. 1941—1944 гг. / Сост. В. Ю. Васильев, Р. Ю. Подкур, С. Д. Гальчак, Д. Байрау, А. Вайнер. — Москва: Российская политическая энциклопедия (РОССПЭН), 2010. — 856 с. (Документы советской истории)
- У лещатах "нового порядку: населення Вінниччини під нацистським окупаційним режимом: зб. документів і матеріалів / С. Д. Гальчак, В. М. Чехівський. — Вінниця: Меркьюрі-Поділля, 2013. — 336 с.
- Регіонознавча інституція Східного Поділля: вінницька філія Центру дослідження історії Поділля (2006 — поч. 2010 рр.). — Вінниця: Меркьюрі-Поділля, 2010. — 160 с.
- Пізнаючи історію малої батьківщини: Діяльність краєзнавців Вінниччини у 2005—2010 рр. — Вінниця: Меркьюрі-Поділля, 2010. — 148 с.
- Становище цивільних примусових робітників Райху в Україні (1945—2010 рр.): історичні соціально-побутові, правові аспекти (на матеріалах) Волині та Поділля): Монографія. — Вінниця. — Вінниця: ПП Балюк І. Б., 2012. — 512 с.
- Розвиток краєзнавства у Східному Поділлі: ХІХ — поч. ХХІ ст. — Вінниця: Меркьюрі-Поділля, 2011. — 788 с. / Вид. 2-е, доп. — Вінниця: Меркьюрі-Поділля, 2013. — 876 с.

## Літературна діяльність
Автор науково-популярних книг:
- Голкою, ниткою, серцем і душею: пантеон видатних особистостей України Любові Шаламай / Сергій Гальчак, Світлана Костюк. — Вінниця: ПП Балюк І. Б., 2013. — 28 с.
- Український Прометей Т. Г. Шевченко і Вінниччина. — Вінниця: Меркьюрі-Поділля, 2013. — 100 с.

Також пише гумор та сатиру, вірші та оповідання для дітей:
- Неохайна ручка: вірші / Сергій Гальчак. — Вінниця: [б. и.], 1994. — 32 с.;
- До високих орбіт: гумористичні оповідання / Сергій Гальчак. — Вінниця: [б. и.], 1994. — 40 с.
- Золота рибка: сатира, гумор / Сергій Гальчак. — Вінниця: ПП Балюк І. Б., 2009. — 72 с.
- В гостях у Пегаса: проза, гумор, поезія, сатира / Сергій Гальчак. — Вінниця: Меркьюрі-Поділля, 2013. — 120 с.

## Звання та відзнаки
- Заслужений працівник культури України (2001);
- Вінницька обласна журналістська премія імені Костянтина Гришина;
- Почесна відзнака Кам'янець-Подільського національного університету імені І. Огієнка «За вагомий внесок у розвиток освіти та науки» (2009);
- Відзнака НСЖУ «Золота медаль української журналістики» (2009);
- Почесний краєзнавець України (2013);
- Почесна відзнака НСЖУ (2014);
- Премія ім. академіка П. Тронька Національної спілки краєзнавців України (2014).[3]